# Стрибізька сільська рада
Стрибізька сільська рада — колишня адміністративно-територіальна одиниця та орган місцевого самоврядування у Пулинському (Червоноармійському), Новоград-Волинському і Житомирському районах Волинської округи, Київської й Житомирської областей Української РСР та України з адміністративним центром у с. Стрибіж.

## Населені пункти
Сільській раді були підпорядковані населені пункти:
- с. Стрибіж
- с. Грузливець
- с. Калиновий Гай
- с. Підлісне
- с. Слобідка

## Населення
Кількість населення ради станом на 1923 рік становила 1 824 особи, кількість дворів — 336.
Відповідно до результатів перепису населення СРСР, кількість населення ради станом на 12 січня 1989 року становила 1 627 осіб.
Станом на 5 грудня 2001 року, відповідно до перепису населення України, кількість мешканців сільської ради становила 1 551 особу.

## Склад ради
Рада складалась з 16 депутатів та голови.

### Керівний склад сільської ради
| ПІБ                          | Основні відомості                                                                      | Дата обрання | Дата звільнення |
| ---------------------------- | -------------------------------------------------------------------------------------- | ------------ | --------------- |
| Терещук Григорій Миколайович | Сільський голова, 1948 року народження, освіта, безпартійний                           | 26.03.2006   | 31.10.2010      |
| Корзун Леонід Васильович     | Сільський голова, 1967 року народження, освіта вища, член Комуністичної партії України | 17.07.2011   |                 |

Примітка: таблиця складена за даними джерела

## Історія
Створена 1923 року в складі с. Стрибіж, колонії Стрибіж та громади Стрибіж Пулинської волості Житомирського повіту Волинської губернії. 26 березня 1925 підпорядковано с. Добрий Кут Павлівської сільської ради Пулинського району. 15 червня 1926 року підпорядковано с. Лодзянівка Мартинівської сільської ради Пулинського (згодом — Червоноармійський) району. 27 жовтня 1926 року в кол. Стрибіж утворено окрему Стрибізьку (згодом — Слобідська) німецьку національну сільську раду. Станом на 1 жовтня 1941 року с. Добрий Кут (згодом — Калиновий Гай) числилося в підпорядкуванні Грузливецької сільської ради Довбишського району, с. Лодзянівка та гром. Стрибіж не перебували на обліку населених пунктів.
Станом на 1 вересня 1946 року сільська рада входила до складу Червоноармійського району Житомирської області, на обліку в раді перебувало с. Стрибіж.
11 серпня 1954 року, відповідно до указу Президії Верховної ради Української РСР «Про укрупнення сільських рад по Житомирській області», до складу ради включено села Слобідка, Вольвахівка (згодом — Підлісне) та х. Добрий Кут ліквідованих Слобідської та Вольвахівської сільських рад Червоноармійського району. 13 квітня 1959 року, відповідно до рішення Житомирського облвиконкому № 300 «Про передачу с. Добрий Кут Стрибіжської с-р Червоноармійського р-н Шереметівській сільській раді», с. Добрий Кут підпорядковане Шереметівській сільській раді Червоноармійського району. 11 жовтня 1960 року, відповідно до рішення Житомирського облвиконкому № 1054 «Про об'єднання деяких сільських рад Червоноармійського р-н», до складу ради включено села Добрий Кут, Павлівка та Шереметів ліквідованої Шереметівської сільської ради Червоноармійського району.
На 1 січня 1972 року сільська рада входила до складу Червоноармійського району Житомирської області, на обліку в раді перебували села Добрий Кут, Павлівка, Підлісне, Слобідка, Стрибіж та Шереметів.
12 серпня 1974 року, відповідно до рішення Житомирського облвиконкому № 342 «Про зміни в адміністративно-територіальному поділі окремих районів області в зв'язку з укрупненням колгоспів», підпорядковано села Грузливець та Калиновий Гай Старомайданської сільської ради Червоноармійського району. 4 травня 1983 року с. Добрий Кут зняте з обліку населених пунктів. 20 вересня 1989 року, відповідно до рішення Житомирського облвиконкому № 236 «Про деякі питання адміністративно-територіального устрою», села Грузливець, Калиновий Гай, Павлівка та Шереметів передані до складу відновленої Павлівської сільської ради Червоноармійського району. 23 грудня 1997 року, відповідно рішення Житомирської обласної ради «Про підпорядкування Стрибізькій сільській раді Червоноармійського району сіл Грузливець та Калиновий Гай», підпорядковано села Грузливець та Калиновий Гай Павлівської сільської ради Червоноармійського (згодом — Пулинський) району.
У 2017 році територію та населені пункти ради включено до складу Курненської сільської громади Пулинського району Житомирської області.
Входила до складу Пулинського (Червоноармійського, 7.03.1923 р., 8.12.1966 р.), Новоград-Волинського (30.12.1962 р.) та Житомирського (4.01.1965 р.) районів.